# Trèves-Cunault
Trèves-Cunault is een voormalige gemeente in het Franse departement Maine-et-Loire in de regio Pays de la Loire. De gemeente maakte deel uit van het arrondissement Saumur.

## Geschiedenis
Trèves-Cunault ontstond in 1839 door de fusie van Cunault en Trèves en bestond tot op 1 januari 1973 de gemeente fuseerde met Chênehutte-les-Tuffeaux tot de gemeente Chênehutte-Trèves-Cunault.

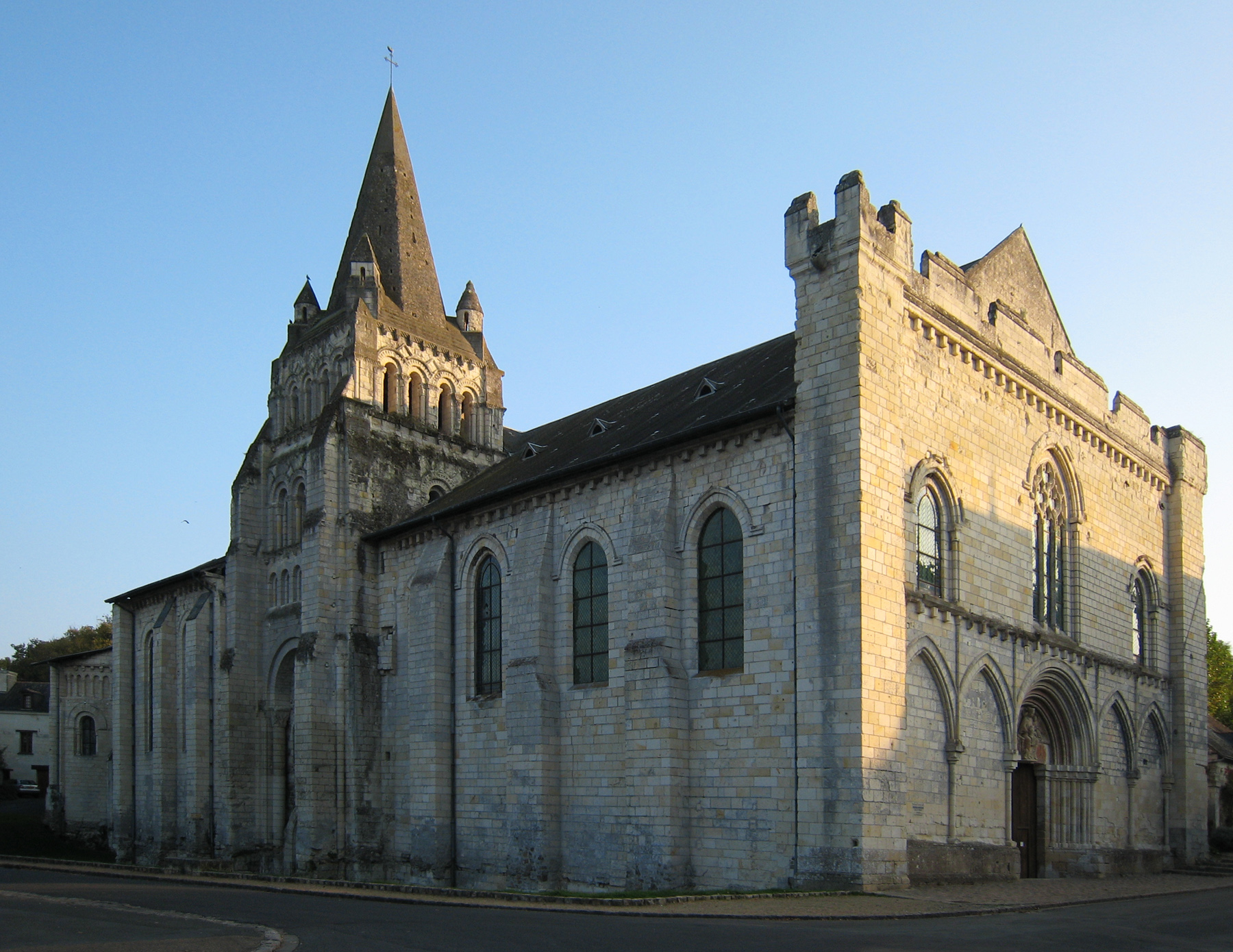
Cunault
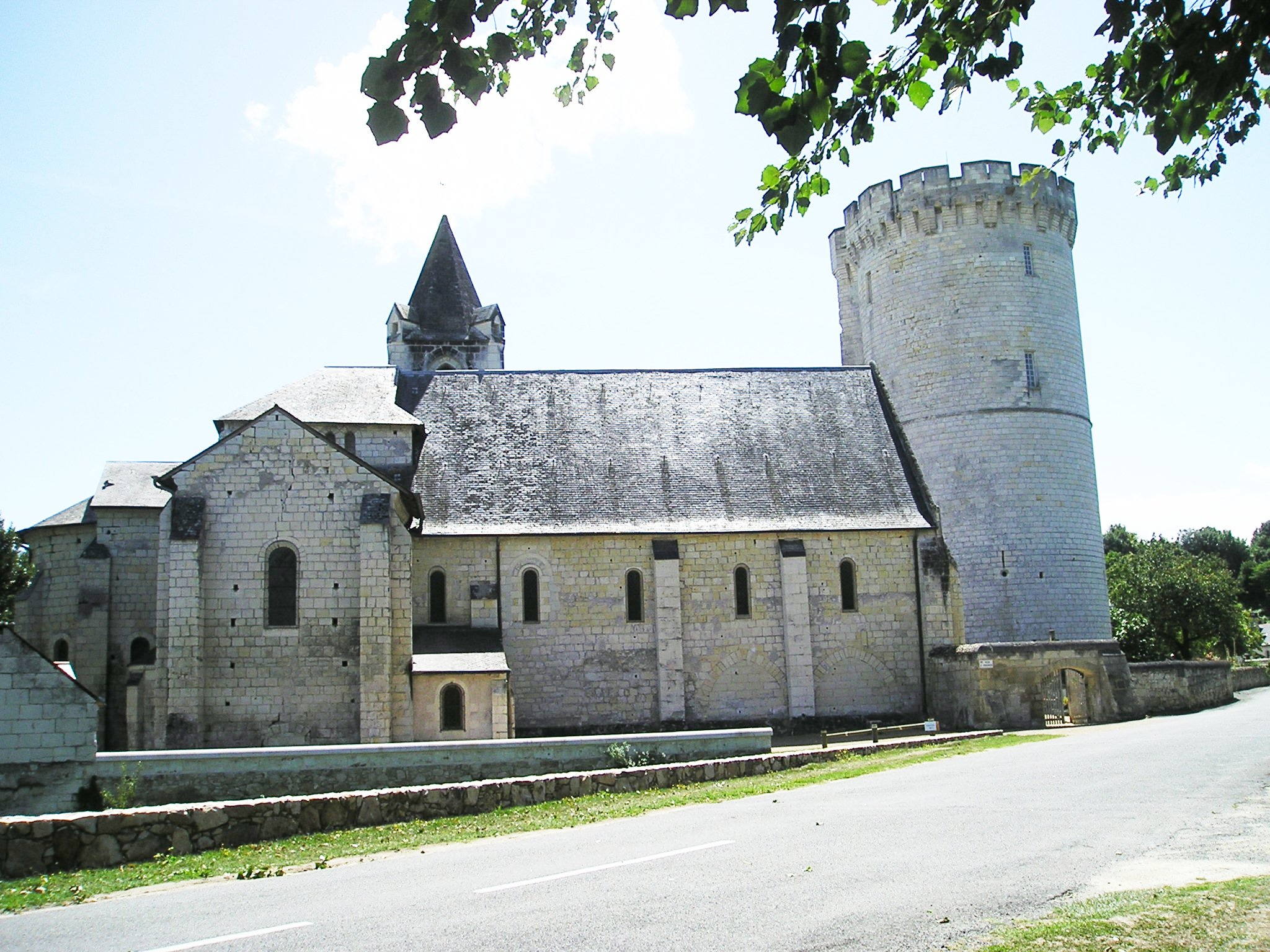
Trèves

Chênehutte · Cunault · Gennes · Grézillé · Les Rosiers-sur-Loire · Saint-Martin-de-la-Place · Le Thoureil · Trèves · Les Tuffeaux

Voormalige gemeenten: Chênehutte-les-Tuffeaux · Trèves-Cunault